# Ramón Mercader
Ne doit pas être confondu avec Thierry Jonquet, alias Ramón Mercader
Ramón Mercader (Jaime Ramón Mercader del Río), né à Barcelone le 7 février 1913 et mort à La Havane le 18 octobre 1978, est un militant communiste espagnol devenu agent du NKVD et connu pour avoir assassiné Léon Trotski en 1940.

## Biographie

### Jeunesse
Après la séparation de ses parents, Ramón Mercader passe la plus grande partie de son enfance en France avec sa mère, Eustacia María Caridad del Río Hernández (appelée communément Maria Caridad) aristocrate espagnole d'origine cubaine. Du côté paternel, il est le demi-frère de Maria Mercader, la deuxième femme du metteur en scène et acteur italien Vittorio De Sica.
Dans sa jeunesse, Ramón est convaincu par les idées communistes, il aide des organisations de gauche dans l'Espagne du milieu des années 1930. Il est brièvement emprisonné pour ces activités, mais libéré quand le gouvernement du Front populaire accède au pouvoir en 1936.

### Guerre civile espagnole
Au début de la guerre civile, il entre dans l'armée républicaine, parvenant au grade de lieutenant, puis à la fonction de commissaire de bataillon. Ensuite, il suit les pas de sa mère, membre du Parti communiste d'Espagne puis agent du NKVD, l'ancêtre du KGB.
En 1936, sur l'ordre de Joseph Staline, Lavrenti Beria, le patron du NKVD, charge les agents Nahum Eitingon et Pavel Soudoplatov de liquider Léon Trotski, réfugié au Mexique. Celui-ci avait été expulsé d'Union soviétique en 1929 par Staline, mais avait continué à s'opposer à lui par ses écrits et surtout en créant, en 1938 à Paris, la Quatrième Internationale. Eitingon avait été résident du NKVD en Espagne en 1936 et il y était devenu l'amant de María Caridad. Il implique celle-ci dans l’opération puis il recrute son fils Ramón qui infiltrait les milieux trotskistes depuis 2 ans en France sous la fausse identité de Jacques Mornard. En octobre 1939, tous trois partent de France pour Mexico.
Dans cette ville, Trotski a retrouvé beaucoup de ses partisans espagnols, anciens militants du POUM, ayant participé à la guerre civile en 1936-37. Mais s’y sont réfugiés également des communistes staliniens qui s'étaient opposés par les armes, sur ordre de Moscou, aux trotskistes pendant cette guerre. Dans le même temps, en URSS, Staline s’est débarrassé sans ménagement de tous ses opposants (réels ou imaginaires) dans les sphères du pouvoir, notamment au sein du Politburo, lors des grands procès de Moscou. Trotski, son dernier opposant en vie, sa bête noire, s’est installé dans une propriété fortifiée dotée d’une porte blindée et de hauts murs de béton surmontés de tourelles équipées de mitrailleuses. Elle est gardée par la police. Le gouvernement mexicain avait été le seul à accepter de lui accorder l'asile après qu'il eut été expulsé de France puis de Norvège. Mais Trotski avait conscience que Staline parviendrait tôt ou tard à l'assassiner, comme il avait assassiné la quasi-totalité des vieux bolcheviks d'URSS ainsi que plusieurs militants de l'opposition de gauche internationale, devenue IVe internationale. C'est le sort qu'avait notamment subi Rudolf Klement, dont on avait retrouvé le corps décapité dans la Seine à Paris.

### Assassinat de Trotski
Le 24 mai 1940 vers 4 heures du matin, un commando d’une vingtaine d’hommes s’introduit dans la propriété de Trotski avec la complicité d’un de ses gardes qui a déverrouillé la porte blindée. Les assaillants entrent dans sa chambre et tirent de nombreuses rafales dans sa direction et celle de Natalia Sedova, sa compagne, mais finalement ils sont mis en fuite et tout le monde s’en sort indemne. La police mexicaine arrête la plupart des membres du commando et elle identifie son chef, qui a réussi à s'enfuir, David Alfaro Siqueiros, un peintre mexicain procommuniste, mais elle ne remonte pas jusqu’à Eitingon, l’instigateur de l’opération. Celui-ci affirme au « camarade » Beria, fort mécontent de son échec, qu’il a un « plan B ».

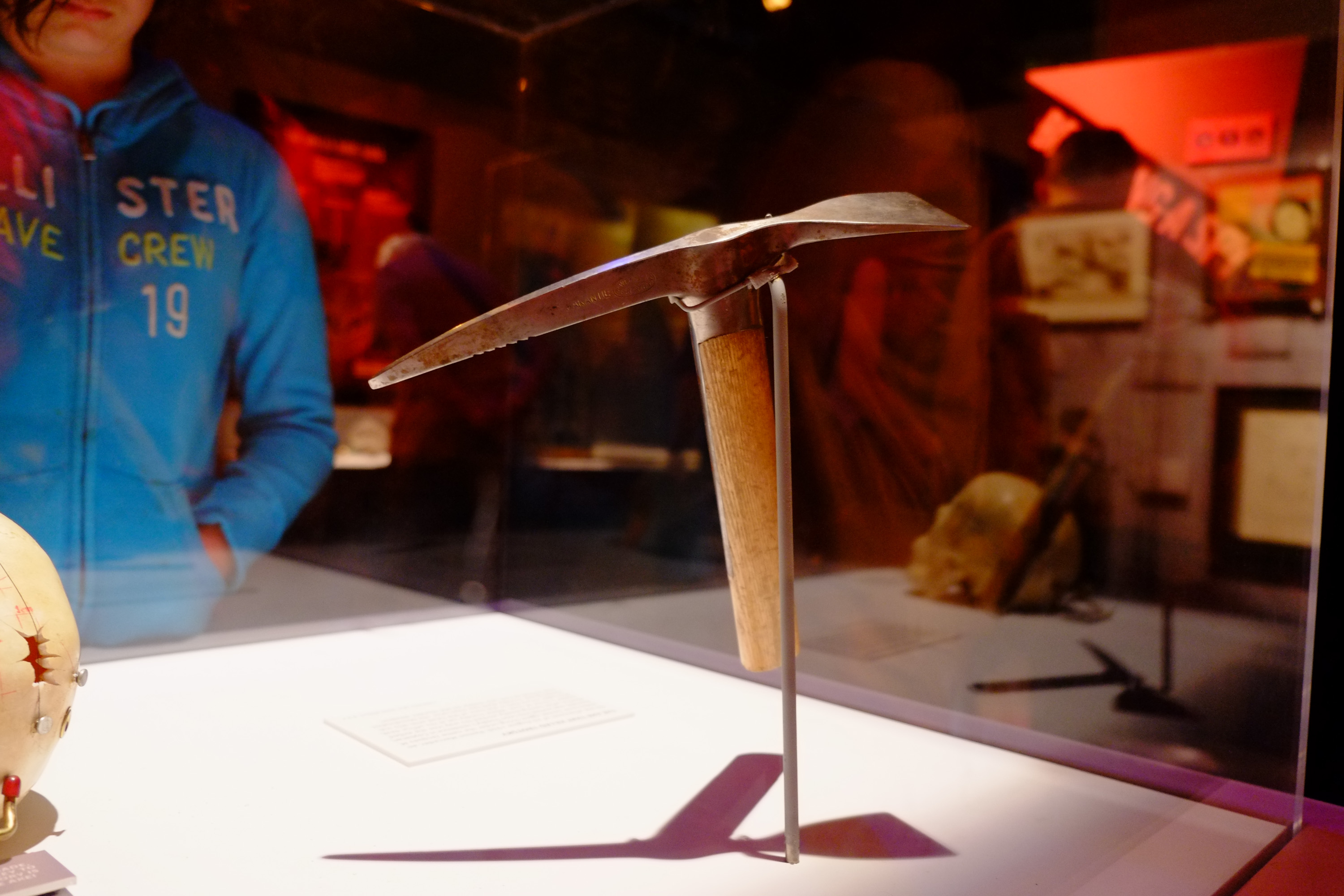
Le piolet, arme du crime, présenté lors de l'exposition « Spy: The Secret World of Espionage » au Franklin Institute de Philadelphie.

Plan dans lequel Ramón Mercader est appelé à jouer le rôle principal. L’année précédente, à Paris, celui-ci avait rencontré « par hasard », puis séduit, Sylvia Ageloff, une trotskiste américaine qui assure des travaux de secrétariat pour Trotski. À Mexico il fait aussi connaissance avec les époux Rosmer, amis français très proches du dirigeant révolutionnaire. C’est grâce à tous ces contacts qu’il peut enfin le rencontrer. Il se fait passer auprès de lui pour un journaliste canadien, Franck Jacson, souhaitant lui consacrer un article. Il gagne peu à peu sa confiance, il le rencontre à 11 reprises. Le 20 août 1940 vers 17 heures il se rend une douzième fois à la villa pour lui présenter un plan détaillé de son article. Il porte un imperméable, Natalia Sedova s’en étonne. « Il va peut-être pleuvoir », lui dit-il. En fait, sous cet imper, il cache un piolet avec lequel il porte un coup mortel à l’arrière du crâne du leader révolutionnaire.
Pour expliquer les raisons de son acte à la police mexicaine, Mercader affirme que, après avoir été séduit par les thèses de Trotski, celui-ci l’avait stupéfié en lui demandant de remplir une mission ignoble : se rendre en URSS pour accomplir des actes de sabotage et, si possible, assassiner Staline. « Il trahissait l’unique pays où la révolution avait triomphé », déclare-t-il à une journaliste mexicaine peu avant son procès. Il est condamné à 20 ans de prison, peine maximale prévue par la loi au Mexique à cette époque pour un tel crime. La police, à laquelle il avait prétendu s’appeler Ramón López, mettra 10 ans à découvrir sa véritable identité et ne parviendra pas à prouver formellement qu’il a agi sur l’ordre du NKVD.

### Le procès
Dès le départ, le récit que livre Ramón Mercader suscite des doutes quant au motif de son crime. La police et les médias internationaux soupçonnent plutôt un assassinat commandité par Staline. Le juge assigné au procès, Raúl Carrancá y Trujillo, se donne comme mission de découvrir les réelles motivations du crime. Carrancá était un lecteur de Sigmund Freud et souhaitait appliquer les différentes théories psychanalytiques au domaine juridique. Pendant son incarcération Mercader suit un programme intensif qui comprend la psychanalyse et des tests psychologiques plus traditionnels : « Pendant six mois, ils rencontrent Mercader six heures par jour, six jours par semaine, passant au total 942 heures avec lui ! ».
Selon Isaac Don Levine, le biographe de Léon Trotski, « aucune étude psychologique d’un assassin politique d’une ampleur comparable n’a jamais été faite ».
Les médecins associés au procès en concluent que Mercader aurait développé un complexe d’Œdipe très actif dans son enfance, ce qui l’aurait mené à ressentir une haine violente pour son père et pour les figures paternelles en général – une impulsion meurtrière finalement dirigée contre Léon Trotski. Finalement, c’est sous le motif d’un « complexe d’Œdipe actif » que Mercader sera condamné.

### Après la prison
À sa sortie de prison le 6 mai 1960, il se rend en URSS mais n’y est pas accueilli en héros. Les temps, les dirigeants, les méthodes ont changé. Eitingon croupit en prison. On décore néanmoins discrètement « Ramón López » de l’ordre de Lénine pour avoir (de sa propre initiative) éliminé un ennemi du socialisme. Il s’acclimate mal au pays à cause de la langue, du froid, des files d’attente devant les magasins, etc. Il vit isolé avec sa femme, Roquelia, épousée en prison au Mexique, dans un modeste appartement attribué par les autorités. Celles-ci refusent pendant 14 années d’accéder à son souhait de se rendre à Cuba où il arrive en mai 1974. C’est là-bas qu’il meurt d’un cancer des os le 18 octobre 1978, à l’âge de 65 ans, mais ses cendres se trouvent au cimetière de Kountsevo à Moscou, sous le nom de « Ramón Ivanovitch López, héros de l'Union soviétique ».

## Culture
L'écrivain Thierry Jonquet, à ses débuts comme auteur de polar, a écrit trois romans sous le pseudonyme de Ramon Mercader.
Jorge Semprún a écrit en 1968 un roman sous le titre de La Deuxième Mort de Ramón Mercader.
Alain Delon revêt le masque du meurtrier, dans le film de Joseph Losey en 1972, L'Assassinat de Trotsky.
En bande dessinée : Gani Jakupi, Les Amants de Sylvia, Futuropolis (2010)  (ISBN 978-27-5480-304-5).
L'écrivain journaliste cubain Leonardo Padura dans un roman évoque les destins croisés de Trotski et Ramon Mercader : L'homme qui aimait les chiens Éditions Métailié (paru en janvier 2011).

### Documentaire
- Un documentaire espagnol sur ce personnage a été réalisé en 1996 : (fr) « Ramon Mercader, l'assassin de Trotski (ASALTAR LOS CIELOS) », sur iconotheque-russe.ehess.fr, École des hautes études en sciences sociales, 23 avril 2007 (consulté le 2 avril 2010).
- Documentaire français « Ramon Mercader , sur les pas de celui qui a tué Trotsky » de marie France Brière , 2022